# Gwiazda pulsująca jednostronnie
Gwiazda pulsująca jednostronnie – rodzaj gwiazd zmiennych, które pulsują głównie na jednej półkuli. Gwiazdy tego typu odkryto w 2020 r. Gwiazdy pulsujące jednostronnie znajdują się w układzie podwójnym i druga gwiazda układu zniekształca oscylacje przez wpływ siły grawitacji.